# شهرستان راکینگهام (نیوهمپشایر)
شهرستان راکینگهام واقع در ایالت نیوهمپشایر است. جمعیت این شهرستان بر اساس سرشماری سال ۲۰۱۰ آمریکا ۲۹۵۲۲۳ نفر گزارش شده‌است. مرکز شهرستان راکینگهام، شهر برنتوود است.این شهرستان در سال ۱۷۶۹ بنیانگذاری شده‌است.